# Cultura visual
Cultura visual com un tema acadèmic és un camp d'estudi que generalment inclou una combinació dels estudis culturals, la història de l'art, teoria crítica, filosofia i antropologia, centrant-se en els aspectes de la cultura que es basen en imatges visuals. La cultura visual revisa des de múltiples òptiques el paper primordial que la imatge ha adquirit en les societats contemporànies. El terme "cultura visual" sembla haver estat utilitzat per primera vegada per Michael Baxandall, i després per Svetlana Alpers, per a referir-se a l'espectre d'imatges característic d'una cultura particular en un moment particular, (en el sentit "d'ull del període" encunyat pel mateix Baxandall), que ella mateixa ha tingut ocasió de comentar en el «qüestionari sobre cultura visual», publicat al num.77 revista October, l'any 1996. Entre les aportacions més importants es poden destacar els treballs de W. J. T. Mitchell, Picture Theory, publicat en castellà com a Teoría de la Imagen, on desenvolupa el concepte de gir pictorial que permetrà entendre la prominencia de la imatge en les nostres societats. Una altra obra fonamental és Visual Culture Reader, editat per Mirzoeff l'any 1998. En 1999, el mateix Nicholas Mirzoeff publica An Introduction to Visual Culture, on desenvolupa àmpliament la noció de cultura visual.